# Mal Waldron

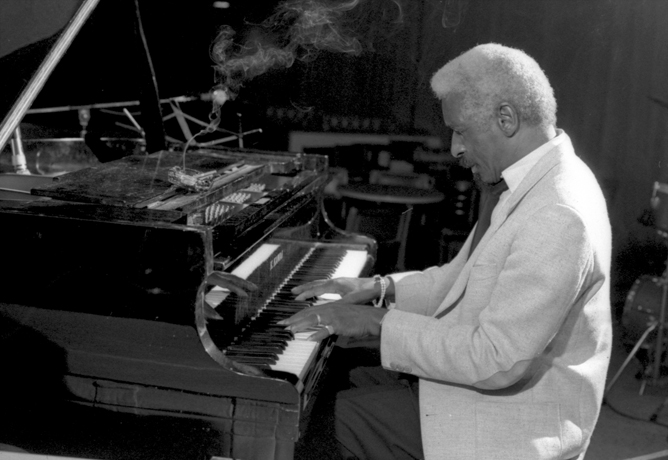
Mal Waldron.

Malcolm Earl Waldron (16 de agosto de 1926-2 de diciembre de 2002) fue un pianista de jazz, arreglista y compositor estadounidense.

## Comienzos
Aunque tocaba jazz en el saxo alto y música clásica en el piano, tras licenciarse en música por el Queens College de Nueva York, Waldron comenzó su carrera profesional tocando el piano con "Big Nick" Nicholas e Ike Quebec.
Waldron siguió trabajando con Ike Quebec en Nueva York en 1950 y debutó en la grabación con el saxofonista en 1952. Después tocaron en el Café Society Downtown los lunes durante seis o siete meses, lo que ayudó a Waldron a ganar exposición y le dio más trabajo. Waldron trabajó frecuentemente con Charles Mingus de 1954 a 1956 en el grupo Jazz Composors Workshop, del contrabajista, con el que colaboró en el álbum Blues & Roots. Fue pianista en otras grabaciones de Mingus, incluyendo Pithecanthropus Erectus, que fue un desarrollo clave en el movimiento hacia una improvisación colectiva más libre en el jazz. En 1955, Waldron trabajó con Lucky Millinder y Lucky Thompson. 
Waldron formó su propia banda en 1956, que integraban Idrees Sulieman (trompeta), Gigi Gryce (saxofón alto), Julian Euell (bajo), y Arthur Edgehill (batería). Esta banda registró el primer lanzamiento de Waldron como líder, Mal-1, en noviembre de ese año. Waldron fue acompañante regular de Billie Holiday a partir de abril de 1957 hasta su muerte en julio de 1959, incluyendo el programa de televisión El sonido del jazz.
Waldron tocó en numerosas sesiones de grabación del sello Prestige de 1956 a 1958, pues él era el pianista de la etiqueta, una posición que adquirió después de ser introducido en Prestige por el saxofonista Jackie McLean. Waldron apareció en varias grabaciones dirigidas por Jackie McLean, y fue elogiado por el crítico John S. Wilson por estas actuaciones como "un pianista consistentemente interesante e inventivo, que aparentemente puede crear ideas frescas y provocativas incluso en medio de un ambiente ruidoso". Otros líderes con los que trabajó en Prestige fueron Gene Ammons, Kenny Burrell, John Coltrane y Phil Woods. Waldron usó a menudo sus propios arreglos y composiciones para las sesiones de Prestige, de las cuales la más famosa es "Soul Eyes"., escrita para Coltrane, que se convirtió en un estándar muy registrado del jazz. La compuso por la noche en su casa en St. Albans entre las sesiones de la grabación, y en el coche en que viajaba al estudio en Hackensack. Waldron estimó que compuso más de 400 temas durante su época con Prestige. 
Después de que Holiday murió, Waldron tocó con la vocalista Abbey Lincoln y su marido, el baterista Max Roach. Alrededor de esa época, la manera de tocar de Waldron en sus propias grabaciones llegó a ser más oscura, ofreciendo cambios emocionales y variaciones en claves menores. En 1961, Waldron tocó en el quinteto de Eric Dolphy y Booker Little, una combinación prometedora que terminó cuando Little murió ese año a los 23 años. 

## Caída y recuperación
En 1963 Waldron tuvo un colapso importante causado por una sobredosis de heroína. Contó en 1998 que muchos músicos en los años 50 y 60 sentían que tomar drogas era necesario para la progresión de su carrera. La policía asumió que todos lo estaban haciendo, según Waldron:

La policía detenía a los músicos y nos buscaba cuando salíamos de los clubs después del trabajo. Tuvimos que voltear nuestros bolsillos de adentro hacia afuera. Eventualmente, me sobredosé. No podía recordar mi propio nombre. Mis manos temblaban, no podía tocar el piano. Necesitaba tratamientos de choque y punción espinal para traerme de vuelta.

Waldron quería volver a tocar, pero este era un proceso lento. Alrededor de un año después de la sobredosis, su recuperación física fue suficiente para permitirle comenzar a reaprender sus habilidades, lo que hizo en parte escuchando sus propios registros. Su recuperación como músico continuó durante otros dos años, ya que su velocidad de pensamiento era todavía demasiado lenta durante ese período para permitir la improvisación genuina: "Trabajé mis solos de antemano y toqué lo que había escrito hasta que gradualmente todas mis facultades regresaron ".

## Carrera en Europa
A partir de mediados de los años sesenta, Waldron pasó mucho tiempo en Europa: París, Roma, Bolonia y Colonia, antes de trasladarse permanentemente a Munich en 1967. Waldron primero se mudó a Francia cuando el director de cine Marcel Carné le preguntó si quería componer la partitura de Three Rooms en Manhattan en Nueva York o en París. La experiencia de Waldron en 1958, en Europa, con Holiday hizo que la decisión fuera fácil. Las razones declaradas por Waldron para establecerse en Europa fueron su disgusto por la "feroz y despiadada competencia, sólo para conseguir trabajo" y el hecho de que los músicos negros fueran pagados menos que sus homólogos blancos en los EE. UU. Después hizo la banda sonora para la película estadounidense Sweet Love, Bitter en 1967. Waldron también compuso para el teatro (El esclavo y Holandés de Amiri Baraka), para televisión, y para cortometrajes. En Europa en esta época tocó con otros expatriados, entre ellos Ben Webster y Kenny Clarke. 
El álbum de 1969 de Waldron Free at Last fue el primer lanzamiento de la etiqueta de ECM. Esta grabación fue un ejemplo de Waldron tocando, según sus palabras, "rítmicamente en lugar de solos en los cambios de acordes". Dos años más tarde, otra sesión de grabación de Waldron fue la primera de otra etiqueta que se estableció firmemente - Enja Records. [20] A principios de los años setenta, colaboró con la banda de rock progresivo alemana Embryo en dos álbumes, Steig Aus! y Rocksession. Waldron también escribió la partitura para la película francesa de 1972 George Who?
Waldron también se hizo popular en Japón, primero tocando allí en 1970, después de ser invitado por el Swing Journal a partir del éxito de una de sus grabaciones anteriores. A partir de 1975 hizo visitas a los Estados Unidos, en su mayoría como piano solista desde finales de los 70 a principios de los 80. Otros formatos incluyeron un cuarteto con Joe Henderson, Herbie Lewis y Freddie Waits, otro cuarteto con Charlie Rouse, Calvin Hill y Horacee Arnold, un trío con Hill y Arnold y un dúo con Cameron Brown. Waldron actuóó y grabó extensamente en Europa y Japón. A principios de los años ochenta informó a sus agentes en Francia, Alemania, Italia y Escandinavia que dedicaría un mes cada año a cada zona, pero reservó dos meses para Japón.
Durante los años 80 y los años 90 Waldron trabajó con Steve Lacy, notablemente en dúos de piano-soprano que tocaban sus propias composiciones así como las de Thelonious Monk. Los álbumes del dúo con otros también fueron destacados. Este escenario fue escogido en parte por razones principalmente por las artísticas, Waldron afirmó: "el jazz es como una conversación [...] Así que hacer esto cara a cara, es más directo, más fuerte y más preciso". En esa época escribió la banda sonora de la película Tokyo Blues del director japonés Haruki Kadokawa, en 1986. 
En los años 80 se asocia con el saxo alto Marion Brown (desde 1986 hasta que una enfermedad imoviliza a Brown), con quien graba los álbumes Song of Love and Regret y Much More donde Brown muestra su sonoridad única, de gran calidez como puede apreciarse en el tema: "A Flower is a Lovesome Thing".
Waldron se mudó de Múnich a Bruselas en los años noventa, afirmando que en Bélgica "nadie está parado en la esquina esperando que las luces cambien, en Alemania miran las luces en vez de los coches." A partir de mediados de los años 90, Waldron viajó a los EE. UU. menos con frecuencia, ya que no estaba permitido fumar en muchos de los clubs del jazz de allí.
Empieza a acompañar a la cantante Jeanne Lee a partir de 1994 y en el disco After Hours. Realiza una gira por Japón en 1995 –para conmemorar el 50 aniversario de los bombardeos de Hiroshima y Nagasaki-, especialmente con una obra común titulada "White Road, Black Rain" (luego grabada en el CD Traveling in Soul Time). Jeanne Lee toca con diversas formaciones dirigidas por Mal Waldron, por ejemplo el New York Trio con Reggie Workman y Andrew Cyrille, hasta su desaparición, en octubre de 2000.
Para celebrar sus 70 años, en septiembre de 1995, Mal Waldron da una serie de conciertos en el DeSingel International Art Center de Amberes, con el New York Trio y Steve Lacy, en dúo con Lee y un reencuentro con Max Roach (todo ello se recoge en el documental "Mal" (Minerva Pictures, Amberes)). Este concierto fue publicado en CD en 1999. Steve Lacy decía de su colaboración: "Me gusta trabajar con él porque me hace sonar bien, pero esto lo ha hecho con todos, ha hecho sonar bien a Billie Holiday, a Eric Dolphy, tiene un gran dominio de la armonía, del tiempo y del espacio, es el compañero ideal".
En 1997 Waldron toca en el Jazz Middelheim de Amberes con Andrew Cyrille, Reggie Workman, Joe Hendreson, Jeanne Lee y Abbey Lincoln (un álbum grabado en estudio –"Soul Eyes"– los reunirá a todos, con la participación de Steve Coleman en algunos temas). 
En el año 2000 hace una gira europea para celebrar sus 75 años, con un homenaje a Monk y con un sexteto formado por Steve Lacy, Enrico Rava, Roswell Rudd, Workman y Cyrille. Después pasa por diversos festivales europeos con Jeanne Lee y la Orchesta Nacional de Jazz de Francia, participa con Max Roach en el Festival Internacional de Jazz de Montreal, y protagoniza actuaciones en Marciac, Vienne y en el North Sea Jazz Festival. En el otoño de 2000 hace otra gira europea con su trío y Jackie Mc Lean. 
Dos de sus grabaciones finales eran dúos con saxofonistas que tendían, como él, a tocar en formas melódicas y libres: David Murray y Archie Shepp.
Waldron, un fumador empedernido, fue diagnosticado de cáncer en 2002. Continuó actuando hasta su muerte el 2 de diciembre de ese año en un hospital en Bruselas, debido a las complicaciones resultantes del cáncer. Tenía 77 años y había tocado su último concierto en Lille dos semanas antes.

## Discografía

### Como líder
- 1956 : Mal-1 (Prestige)
- 1957 : Mal/2 (Prestige)
  - The Dealers con John Coltrane (Status)
- 1958 : Mal/3: Sounds (New Jazz)
  - Mal/4: Trio (New Jazz)
- 1958 : Left Alone (Bethlehem)
  - Impressions (New Jazz)
- 1961 : The Quest con Eric Dolphy y Booker Ervin (New Jazz)
- 1966 : All Alone (GTA)
- 1967 : Sweet Love, Bitter (Impulse!)
- 1969 : Ursula (Música)
  - Set Me Free (Affinity)
  - Free at Last (ECM)
- 1970 : Tokyo Bound (RCA Victor, Japón)
  - Tokyo Reverie (RCA Victor, Japón)
  - Blood and Guts (Futura)
  - Spanish Bitch (ECM)
  - The Opening (Futura)
- 1971 : The Call (JAPO)
  - Mal: Live 4 to 1 (Philips, Japón)
  - First Encounter con Gary Peacock (RCA Victor (Japón)
  - Number Nineteen (Freedom)
  - Black Glory (Enja)
  - Mal Waldron Plays the Blues (Enja)
  - Signals (Freedom)
  - Journey Without End con Steve Lacy (RCA Victor, Japón)
- 1972 : Blues for Lady Day (Black Lion)
  - A Little Bit of Miles (Freedom)
  - Jazz a Confronto 19 (Horo)
  - A Touch of the Blues (Enja)
  - Mal Waldron on Steinway (Teichiku)
  - Mal Waldron with the Steve Lacy Quintet (America Records)
  - The Whirling Dervish (America Records)
  - Meditations (RCA Victor, Japón)
- 1973 : Up Popped the Devil con Reggie Workman y Billy Higgins (Enja)
- 1974 : Hard Talk con Steve Lacy (Enja)
- 1976 : Like Old Time con Jackie McLean (RCA Victor, Japón)
- 1977 : One-Upmanship con Steve Lacy (Enja)
- 1978 : Moods (Enja)
- 1979 : Mingus Lives (Enja)
- 1981 : Mal 81 (Progressive)
  - News: Run About Mal (Progressive)
  - Live at Dreher, Paris 1981 con Steve Lacy (Hathut)
  - What It Is (Enja)
- 1982 : Snake Out (Hathut)
  - One Entrance, Many Exits (Palo Alto)
  - In Retrospect (Baybridge)
- 1983 : Herbe l'oubli (Hathut)
  - Breaking New Ground (Baybridge)
  - Mal Waldron Plays Erik Satie (Baybridge)
  - You and the Night and the Music (Paddle Wheel)
- 1984 : Encounters avec David Friesen (Muse)
- 1985 : Mal Waldron and Alone (CBS/Sony, Japón)
  - Songs of Love and Regret con Marion Brown (Freelance Records)
  - Dedication con David Friesen (Soul Note)
- 1986 : Lets Call This (Hathut)
  - Space (Vent du Sud)
  - Sempre Amore con Steve Lacy (Soul Note)
  - Update (Soul Note)
  - Left Alone '86 con Jackie McLean (Paddle Wheel)
  - The Git Go - Live at the Village Vanguard (Soul Note)
  - The Seagulls of Kristiansund (Soul Note)
- 1987 : Remembering the Moment con David Friesen, Eddie Moore, Jim Pepper y Julian Priester (Soul Note)
  - The Super Quartet Live at Sweet Basil con Steve Lacy (Paddle Wheel)
  - Mal, Dance and Soul (Enja)
  - Three for freedom con Tchangodei y Archie Shepp (VolcanicRecords)
  - Les Venins d'Afrique con Tchangodei (VolcanicRecords)
- 1988 : Evidence (Dark Light)
- 1989 : Art of the Duo con Jim Pepper (Tutu)
  - No More Tears (For Lady Day) (Timeless)
  - Into the Light a.k.a. Duo, Solo, Quartet (Materiali Sonori)
  - Crowd Scene (Soul Note)
  - Where Are You? (Soul Note)
  - Quadrologue at Utopia con Jim Pepper (Tutu)
  - More Git' Go at Utopia con Jim Pepper (Tutu)
- 1990 : Spring in Prague (Alfa Jazz)
- 1991 : Our Colline's a Treasure grabado en 1986 (Soul Note)
  - Hot House con Steve Lacy (Arista/Novus)
- 1992 : I Remember Thelonious con Steve Lacy (Nel Jazz)
- 1993 : My Dear Family (Evidence)
- 1994 : Waldron-Haslam con George Haslam (Slam)
  - After Hours con Jeanne Lee (Owl)
  - Mal, Verve, Black & Blue (Tutu)
- 1995 : Two New con George Haslam (Slam)
  - Maturity 4: White Road, Black Rain con Jeanne Lee (Tokuma)
  - Maturity 3: Dual con Takeo Moriyama (Tokuma)
  - Maturity 2: He's My Father con Mala Waldron (Tokuma)
  - Art of the Duo: The Big Rochade con Nicolas Simion (Tutu)
- 1996 : Maturity 5: The Elusiveness of Mt. Fuji (Tokuma)
- 1997 : Soul Eyes con Jeanne Lee y Abbey Lincoln (BMG)
- 1998 : Maturity 1: Klassics (Tokuma)
- 2000 : Riding a Zephyr con Judi Silvano (Soul Note)
- 2001 : Silence con David Murray (Justin Time Records)
- 2002 : One More Time con Steve Lacy y Jean-Jacques Avenel (Sketch)
  - Left Alone Revisited con Archie Shepp (Enja)

### Como sideman
Con Gene Ammons
- 1956 : Jammin' with Gene (Prestige)
- 1957 : Funky (Prestige)
  - Jammin' in Hi Fi with Gene Ammons (Prestige)
- 1958 : The Big Sound (Prestige)
  - Groove Blues (Prestige)
  - Blue Gene (Prestige)
- 1962 : Velvet Soul (Prestige, sorti en 1964)
  - Angel Eyes (Prestige, sorti en 1965)
  - Sock! (Prestige, sorti en 1965)

Con Benny Bailey
- 1968 : Soul Eyes (MPS)

Con Kenny Burrell
- 1956 : All Night Long (Prestige)
- 1957 : Earthy (Prestige)
  - 2 Guitars (Prestige)

Con Roy Burrowes
- 1980 : Live at the Dreher (Marge)

Con Ron Carter
- 1961 : Where? (Prestige)

Avec Teddy Charles
- 1956 : The Teddy Charles Tentet (Atlantic)
- 1957 : Vibe-Rant (Elektra)
- 1960 : Jazz in the Garden (Warwick)

Con John Coltrane
- 1957 : Dakar (Prestige)
  - Cattin' with Coltrane and Quinichette (Prestige)
  - Coltrane (Prestige)

Con Nathan Davis
- 1969 : Jazz Concert in a Benedictine Monastery (Edici)

Con Eric Dolphy
- 1961 : At the Five Spot (Prestige)

Con Ray Draper
- 1957 : Tuba Sounds (Prestige)

Con Johnny Dyani
- 1981 : Some Jive Ass Boer (Jazz Unité)

Con Embryo
- 1970 : Steig aus (Brain)
- 1971 : Rocksession (Brain)
- 1989 : Turn Peace (Schneeball)
- 2010 : 40 (Trikont)

Con Duško Gojković
- 1966 : Swinging Macedonia (Philips)

Con Bennie Green
- 1960 : Hornful of Soul (Bethlehem)

Con Terumasa Hino
- 1972 : Hornful of Soul (Victor, Japón)

Con Billie Holiday
- 1957 : Ella Fitzgerald and Billie Holiday at Newport (Verve)
- 1958 : Lady in Satin (Columbia)

Con Etta Jones
- 1961 : So Warm (Prestige)

Con Thad Jones
- 1957 : Olio (Prestige)
  - After Hours (Prestige)

Con Kimiko Kasai
- 1971 : One for Lady (JVC/Victor, Japan)

Con Steve Lacy
- 1958 : Reflections (New Jazz)

Con Abbey Lincoln
- 1961 : Straight Ahead (Candid)

Con Teo Macero
- 1957 : Teo Macero with the Prestige Jazz Quartet (Prestige)
- 1959 : Something New, Something Blue (Columbia)

Con Jackie McLean
- 1956 : 4, 5 and 6 (Prestige)
  - Jackie's Pal (Prestige)
- 1957 : Jackie McLean & Co. (Prestige)
  - Makin' the Changes (Prestige)
  - A Long Drink of the Blues (Prestige)
  - McLean's Scene (Prestige)

Con Charles Mingus
- 1955 : Mingus at the Bohemia (Debut)
  - The Charles Mingus Quintet & Max Roach (Debut)
- 1957 : Pithecanthropus Erectus (Atlantic)
- 1960 : Blues & Roots (Atlantic)

Con The Prestige All Stars
- 1957 : Baritones and French Horns (Prestige)
  - Earthy (Prestige)
  - 4 Altos (Prestige)
  - Olio (Prestige)
  - Interplay for 2 Trumpets and 2 Tenors (Prestige)
  - Coolin (Prestige)
  - After Hours (Prestige)
  - Wheelin' & Dealin' (Prestige)

Con Paul Quinichette
- 1957 : On the Sunny Side (Prestige)

Con Max Roach
- 1961 : Percussion Bitter Sweet (Impulse!)
- 1962 : It's Time (Impulse!)
  - Speak, Brother, Speak! (Impulse!)

Con Klaus Weiss
- 1978 : Childs Prayer (EMI/Electrola)
- 1979 : On Tour (Calig)

Con Phil Woods
- 1957 : Four Altos (Prestige)

Con Eldee Young
- 1961 : Eldee Young and Company (Argo)

Con Webster Young
- 1957 : For Lady (Prestige)

Con Earl Zindars/Armando Peraza
- 1960 : The Soul of Jazz Percussion (Warwick)